# 船橋芳蔵
船橋 芳蔵（船橋 芳藏、ふなばし よしぞう、1868年8-9月（慶応4年7月） - 1933年（昭和8年）3月17日）は、大日本帝国陸軍軍人。最終階級は陸軍少将。功四級。

## 経歴・人物
鳥取県出身。1890年（明治23年）陸軍士官学校第1期卒業。翌年、陸軍歩兵少尉に任官する。
日清戦争および日露戦争に従軍後、1912年（明治45年）3月に大津連隊区司令官、1914年（大正3年）11月に歩兵第9連隊長を経て、1918年（大正7年）7月に歩兵第14旅団長（第7師団）に任官。シベリア出兵に連動したサガレン州派兵時、旅団長として出動し、満州里付近にて軍を展開した。
その後、同年7月に陸軍少将に進級し、ついで1920年（大正9年）8月に第17師団司令部附を経て、1922年（大正11年）8月に待命、1923年（大正12年）3月に予備役に編入した。